# فرد هاينيمان
فرد هاينيمان هو ضابط شرطة وسياسي أمريكي، ولد في 28 ديسمبر 1929 في نيويورك في الولايات المتحدة، وتوفي في 20 مارس 2010 في رالي في الولايات المتحدة. نشط حزبياً في الحزب الجمهوري. في انتخابات مجلس النواب الأمريكي 1994 ‏، انتخب عضو مجلس النواب الأمريكي عن دائرة North Carolina's 4th congressional district ‏ وقد انضم خلال فترته النيابية ‏ (4 يناير 1995 – 3 يناير 1997) للكتلة البرلمانية الحزب الجمهوري وانتخب رئيس الشرطة (1979 – 1994) وانتخب عضو مجلس النواب الأمريكي.